# حزب الخضر النمساوي
حزب الخضر النمساوي (بالألمانية: Die Grünen -Die grüne Alternative) هو حزب سياسي لبرالي أخضر في النمسا.
تأسس حزب الخضر في عام 1986 تحت اسم «حزب الخضر البديل»، تتبعه ضم حزب المحافظين الخضر (أحزاب الخضر المتحدة في النمسا، التي أسست في عام 1982) وقائمة أحزاب الخضر البديلة الأكثر تقدمية التي أسست في عام 1982). حمل الحزب الاسم الرسمي (الخضر) منذ عام 1993، لكنه يشير إلى نفسه باللغة الإنجليزية باسم «الخضر النمساويين». لا تزال هناك اختلافات بين الأعضاء السابقين في الفصائل القديمة وأحزاب الخضر المتحدة في النمسا حول الحزب، والتي تنعكس في النهج المختلفة للأحزاب الوطنية وأحزاب الدولة.
يقوم الخضر أيضًا بحملة من أجل حقوق الأقليات، ويدعو إلى إصلاح ضريبي اجتماعي بيئي، وذلك بغض النظر عن القضايا البيئية مثل حماية البيئة. تُعد كلًا من: «الديمقراطية المباشرة واللاعنف والبيئة والتضامن والنسوية وتقرير المصير»، قيمهم الأساسية وفقًا لميثاقهم الذي عُقد في عام 2001. يُعد حزب الخضر النمساوي عضوًا في حزب الخضر الأوروبي وأحزاب الخضر العالمية (جي جي).

## تنظيم الحزب
امتلك الخضر في عام 2004 نحو 3000 عضوًا في جميع أنحاء البلاد، على الرغم من عدم وجود لوائح موحدة للعضوية في الوقت الحاضر. يعتمد الخضر على عدد كبير من المتطوعين بالإضافة إلى أعضائه. اعتاد الحزب على العمل على مبادئ الديمقراطية القاعدية ومبدأ التناوب، ولكن توقف هذا الأمر مع مرور الوقت. يُعد التصويت آخر عناصر الديمقراطية الأساسية، وهو تصويت على أي قضية يمكن أن تبدأ مع عريضة تتألف من مئة عضوًا على الأقل. لم يُجرى مثل هذا التصويت حتى عام 2003.
يُعد الكونغرس الاتحادي الهيئة العليا، والذي يجتمع مرة واحدة على الأقل في السنة. ترسل جميع منظمات الدولة الفيدرالية مندوبين، إذ يُسمح لمنظمة المهاجرين بإرسال المندوبين بصفتهم «الدولة النمساوية العاشرة». يقرر الكونغرس الاتحادي القوائم الانتخابية لانتخابات المجلس الوطني وانتخابات البرلمان الأوروبي. ينتخب المجلس المتحدث الرسمي الفيدرالي، ويقرر أيضًا برنامج الحزب ويضع إرشاداته.
تطورت السلطة التنفيذية الفيدرالية للمجلس الاتحادي في السنوات القليلة الماضية، إلى مركز صنع القرار الفعلي، إذ تجتمع مرة واحدة على الأقل في الأسبوع، معظمها أيام الثلاثاء، وتحدد المبادئ التوجيهية للسياسة اليومية. بل وتقرر السلطة التنفيذية الفيدرالية الشؤون المالية للحزب. تتكون السلطة التنفيذية الفيدرالية الموسعة من عدد أقل من المندوبين من كل ولاية، وتجتمع مرة واحدة على الأقل في الشهر. تهتم هذه السلطة بتنفيذ إرشادات الحزب التي وضعها مجلس الحزب الاتحادي، بل وتختار المتحدثين باسم الحزب.
يُعد منصب المتحدث الرسمي الاتحادي (رئيس الحزب) أعلى منصب في الحزب. المتحدث الحالي باسم الحزب الاتحادي هو فيرنر كوغلر.
تُنظم منظمات الدولة الفيدرالية (المنظمات القطرية) بشكل مشابه: تُعقد اجتماعات دولة اتحادية، والتي تُعقد في بعض الأحيان بمثابة اجتماع للأعضاء أو اجتماع المندوبين. على غرار السلطة التنفيذية الفيدرالية، يوجد هناك مدراء تنفيذيون فيدراليون (مجالس الدولة). بل ويسمح ميثاق الحزب لكل مجموعة فيدرالية بإجراء تصويت على القضايا الأساسية التي تؤثر على الحزب بأكمله.
يوجد أيضًا بشكل مستقل في المجلس الوطني، نادي مجلس الخضر الوطني، والذي يمكنه تحديد إرشاداته بشكل مستقل. لكن في السنوات الأخيرة، كان هناك اندماجًا عمليًا متزايدًا ملحوظًا بين الحزب وناديه. سُمح لمايكلا سبورني، خليفة فرانز رافت منذ يونيو 2004 بصفتها رئيسة فدرالية للخضر، بالاحتفاظ بولاية المجلس الوطني، الأمر الذي يعني أنه سُمح لها بالاحتفاظ بمنصبين في نفس الوقت، وهو أمر رفضه الخضر سابقًا.
في يناير 2016 فاز مرشح حزب الخضر ورئيسه السابق ألكسندر فان دير بيلين بالاتتخابات الرئاسية النمساوية، و في 9 أكتوبر 2022 أعيد انتخابه لدورة رئاسية ثانية.

## مواقع خارجية
- www.gruene.at